# Валенсія-дель-Вентосо
Валенсія-дель-Вентосо (ісп. Valencia del Ventoso) — муніципалітет в Іспанії, у складі автономної спільноти Естремадура, у провінції Бадахос. Населення — 2230 осіб (2010).
Муніципалітет розташований на відстані близько 340 км на південний захід від Мадрида, 80 км на південний схід від Бадахоса.
На території муніципалітету розташовані такі населені пункти: (дані про населення за 2010 рік)
- Нуестра-Сеньйора-дель-Вальє: 0 осіб
- Валенсія-дель-Вентосо: 2230 осіб

## Демографія
Динаміка населення (INE ):